# Lacanobia variegata
Lacanobia variegata là một loài bướm đêm trong họ Noctuidae.